# Comuna Samsonivka, Krasnodon
Samsonivka (în ucraineană Самсонівка) este o comună în raionul Krasnodon, regiunea Luhansk, Ucraina, formată din satele Prîdorojne și Samsonivka (reședința).

## Demografie
Componența lingvistică a comunei Samsonivka
     Rusă (82,75%)
     Ucraineană (17,19%)
Conform recensământului din 2001, majoritatea populației comunei Samsonivka era vorbitoare de rusă (82,75%), existând în minoritate și vorbitori de ucraineană (17,19%).